# Mihai Mincă
Mihai Adrian Mincă (sinh ngày 8 tháng 10 năm 1984 ở Zlatna, România) là một cầu thủ bóng đá thi đấu ở vị trí thủ môn cho Voluntari, theo dạng cho mượn từ Șirineasa.
Mincă gia nhập Rapid năm 2004 từ FC Unirea Alba Iulia, nơi anh thi đấu không thường xuyên, nhưng kể từ khi gia nhập, anh trở thành một phần của đội một. Năm 2007, anh gia nhập Gloria Buzău và cuối mùa giải 2007-08, anh chuyển đến Astra Ploiesti. Ngày 3 tháng 1 năm 2011, anh ký bản hợp đồng 5 năm cùng với CFR Cluj.

## Danh hiệu

### Câu lạc bộ
CFR Cluj
- Cúp bóng đá România: 2015–16